# Liste de ponts de Bahreïn
Cet article a pour objet de présenter une liste de ponts remarquables de Bahreïn, tant par leurs caractéristiques dimensionnelles, que par leur intérêt architectural ou historique. 

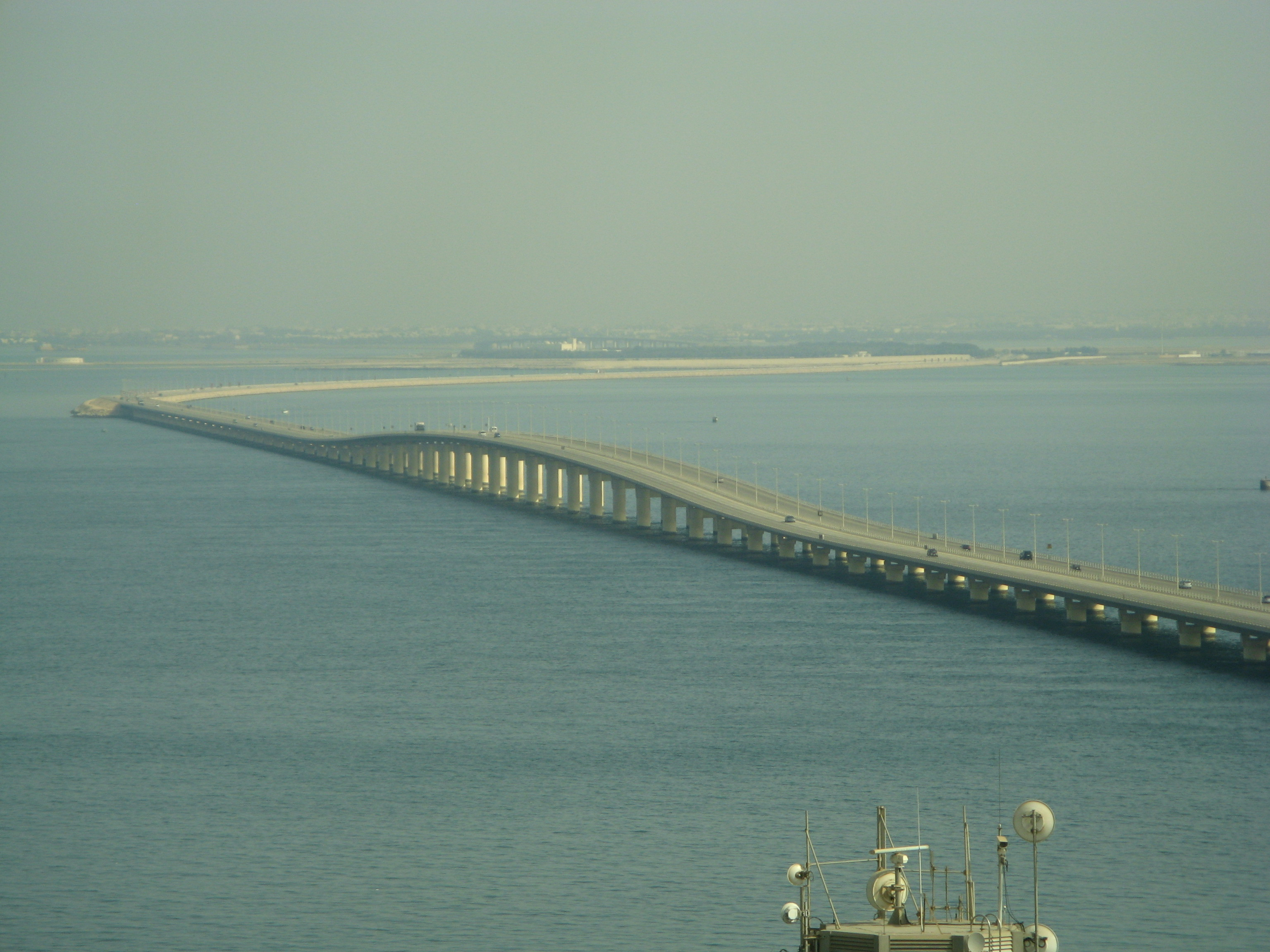
La Chaussée du roi Fahd (King Fahd Causeway) relie Bahreïn avec l'Arabie saoudite à l'ouest sur 25 kilomètres de ponts, digues et îles artificielles.

La catégorie lien donne la classification de l'ouvrage parmi ceux présentés et propose un lien vers la fiche technique du pont sur le site Structurae, base de données et galerie internationale d'ouvrages d'art. La liste peut être triée selon les différentes entrées du tableau pour voir ainsi les ponts en arc ou les ouvrages les plus récents par exemple.
Les colonnes portée et longueur, exprimées en mètres indiquent respectivement la distance entre les pylônes de la travée principale et la longueur totale de l'ouvrage, viaducs d'accès compris.

## Grands ponts
Ce tableau présente les ouvrages ayant des portées supérieures à 100 m (liste non exhaustive).
|                                  | Lien | Nom                                                                      | Arabe                    | Portée | Longueur | Type                       | Voie portée Voie franchie                           | Terminé en | Localisation (tête de pont à Bahreïn pour les ponts internationaux) |
| -------------------------------- | ---- | ------------------------------------------------------------------------ | ------------------------ | ------ | -------- | -------------------------- | --------------------------------------------------- | ---------- | ------------------------------------------------------------------- |
|                                  | 1    | Pont de l'Amitié Qatar-Bahreïn - en construction - Liaison avec le Qatar | جسر المحبة               |        | 40000    | Pont à haubans             | Qatar Bahrain Causeway - voie ferrée Golfe Persique | 2015       | Askar 26° 03′ 24,9696″ N, 50° 36′ 58,7916″ E                        |
|                                  | 2    | Chaussée du roi Fahd Liaison avec l'Arabie saoudite                      | جسر الملك فهد            |        | 25000    | Pont en béton précontraint | King Fahd Causeway Golfe Persique                   | 1986       | Hamala 26° 10′ 18,0934″ N, 50° 26′ 55,0244″ E                       |
| Sheikh Khalifa bin Salman Bridge | 3    | Pont Sheikh Khalifa bin Salman                                           | جسر الشيخ خليفة بن سلمان | 121    | 400      | Pont en arc                | Sheikh Khalifa bin Salman Causeway Golfe Persique   | 2003       | Manama - Muharraq 26° 13′ 09″ N, 50° 37′ 37″ E                      |
| Manama-Muharraq Bridge           | 4    | Deuxième pont de Manama-Muharraq                                         | جسر الشيخ عيسى بن سلمان  | 120    |          | Pont à haubans             | Shaikh Isa Causeway Golfe Persique                  | 1997       | Manama - Muharraq 26° 15′ 13″ N, 50° 35′ 36″ E                      |